# Bernard H-52
Bernard H-52 – francuski pływakowy samolot myśliwski z okresu międzywojennego.

## Historia
W związku z zapotrzebowaniem lotnictwa francuskiej Marynarki Wojennej na pływakowy samolot myśliwski dla eskadr brzegowych i pokładowych, w wytwórni Société des Avions Bernard opierając się na konstrukcji wcześniej opracowanego samolotu myśliwskiego Bernard 260 opracowano wodnosamolot, który oznaczono jako H-52. Przy jego konstrukcji zastosowano układ skrzydeł i kadłub tego samolotu, natomiast zastosowano mocniejszy silnik oraz pływaki.
Prototyp samolotu został oblatany w 16 czerwca 1933 roku, a we wrześniu 1933 roku pokazano go dowództwu marynarki. W związku z tym, że nie było zainteresowania ze strony lotnictwa marynarki, zbudowano jedynie jego prototyp, który w 1935 roku posłużył do konstrukcji nowego pokładowego samolotu myśliwskiego Bernard H-110.

## Użycie w lotnictwie
Samolot Bernard H-52 był w 1933 roku poddany testom fabrycznym oraz wykonywał loty pokazowe dla Marine nationale.

## Opis techniczny
Wodnosamolot pływakowy Bernard H-52 był dolnopłatem o konstrukcji metalowej. Kadłub mieścił odkrytą kabinę pilota. Napęd stanowił silnik gwiazdowy, 9-cylindrowy, chłodzony powietrzem. Samolot posiadał dwa pływaki pod skrzydłami, przymocowane wspornikami do kadłuba i skrzydeł. Był przystosowany do startu za pomocą katapulty.
Uzbrojenie stanowiły dwa karabiny maszynowe Darne kal. 7,5 mm umieszczone w skrzydłach.